# McDonnell Douglas AV-8B Harrier II
Pour les articles homonymes, voir GR5.
Le McDonnell Douglas AV-8B Harrier II (désignation américaine) ou Harrier GR.5 (désignation anglaise) est la seconde génération du Hawker Siddeley Harrier. Son développement a été lancé à la fin des années 1970 par les États-Unis, rejoints rapidement par le Royaume-Uni, qui avait conçu la version initiale.
Le Pentagone lance dans les années 1990 le programme « Joint Strike Fighter » (JSF) pour remplacer plusieurs avions de combat, dont le Harrier, par un avion multirôle. À la suite de nombreuses évaluations, le programme est attribué au F-35 Lightning II, qui l'emporte sur son concurrent direct, le Boeing X-32. 

## Conception

### AV-8B et GR.5

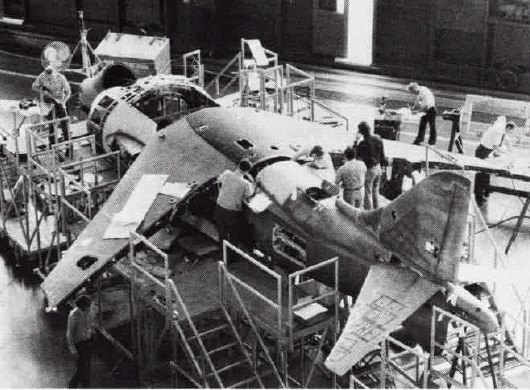
Construction du prototype YAV-8B à Saint-Louis en 1978.

En 1973, Hawker Siddeley (absorbé en 1977 par British Aerospace) et McDonnell Douglas étudient une version améliorée du Harrier, capable d'emporter une charge deux fois plus importante sur une distance deux fois plus longue. Le projet est annulé par les Britanniques en juin 1974, aussi les Américains se remettent au travail seuls sur une version moins ambitieuse, ne nécessitant pas de développer un nouveau turboréacteur. Le 9 novembre 1978, un AV-8A doté d'une nouvelle aile en matériaux composites fait son premier vol. Des extensions de bord d'attaque sont ajoutées par la suite pour améliorer la manœuvrabilité de l'appareil. En 1980, les Britanniques, qui avaient également étudié une modification de l'aile du Harrier de leur côté, décident de participer au projet américain.
Largement construit en matériaux composites, le premier véritable AV-8B fait son vol inaugural le 5 novembre 1981. Il est capable d'emporter le double de la charge qu'emportait l'AV-8A, avec deux pylônes supplémentaires sous les ailes. Les deux nacelles contenant les canons ADEN de calibre 30 mm de la version précédente sont remplacées par un seul canon GAU-12 Equalizer de  25 mm, l'autre nacelle contenant les munitions qui l'alimentent. Le poste de pilotage est entièrement revu, rehaussé sur le modèle du Sea Harrier et devenant aussi moderne que celui du F/A-18 Hornet. De nouveaux systèmes électroniques sont installés, notamment un système de bombardement couplé à une visée laser et TV.
La construction en série commença en 1983 à Saint-Louis (Missouri). Les États-Unis reçurent 174 AV-8B monoplaces et 22 TAV-8B biplaces d'entraînement, cette variante effectuant son premier vol le 21 octobre 1986, la première variante d'entraînement depuis l'installation McDonnell Douglas à l'Aéroport international de Lambert-Saint-Louis. En 1986, MDD a livré 30 Harrier II et pour l'exercice 1987, l'US Navy demanda 623,3 millions de dollars américains (
1454 millions actuels) pour 42 Harriers II supplémentaires . Le Royaume-Uni produisit 62 exemplaires de la version GR.5, basée sur l'AV-8B avec des modifications importantes des systèmes électroniques. L'Espagne a également acheté 12 AV-8B. À la fin des années 1980, ces nouveaux avions avaient entièrement remplacé les Harrier de première génération.
Son coût par heure de vol est estimé, en 2016, à 13 700 $.

### Évolutions aux États-Unis
Une version AV-8B(NA), destinée à l'attaque nocturne, apparut en 1987, équipée d'une caméra infrarouge et d'un tableau de bord compatible avec les équipements de vision nocturne américains. Elle dispose également d'un réacteur 10 % plus puissant et de quelques autres modifications.
La version AV-8B+ (ou Harrier II Plus) apparut en 1992. En plus des modifications de l'AV-8B(NA), elle dispose d'une version adaptée du radar Hughes AN/APG-65 du F/A-18 Hornet. Deux rails d'emport supplémentaires pour missiles AIM-9 Sidewinder ont également été installés. L'AV-8B+ a été vendu à l'Italie (18 avions) et à l'Espagne (9 avions plus 10 AV-8B modifiés), une partie de ces avions étant assemblés localement.
D'autres améliorations et évolutions souhaitées par le Corps des Marines des États-Unis, seul utilisateur de l'AV-8B Harrier II aux États-Unis, avec 134 exemplaires en service en mai 2013, n'ont pas été réalisées, pour cause de problèmes de financement dans les années 2000.
Sa date de retrait est incertaine. En mai 2013, face aux divers problèmes du F-35 qui doit le remplacer, le Corps déclare que la majorité du parc en 2013 sera en ligne en 2027, et a reporté la fin de service de ces appareils à après 2030, d'où une modernisation nécessaire, puis en novembre 2014, il annonce au contraire son retrait du service en 2025 pour raisons budgétaires liées au développement du F-35. Début 2019, alors que 135 sont en ligne, il annonce qu'il sera retiré en 2028 et qu'il doit, d’ici 2021, emporter des missiles AIM-9X et AIM-120C, une nacelle de désignation de ciblage de précision LITENING Gen 4 ainsi que de leur intégrer la liaison 16. Il prévu d’équiper en 2023 leurs pilotes d’un viseur de casque et de les doter d’un nouveau système de communication par satellite.

### Évolutions au Royaume-Uni

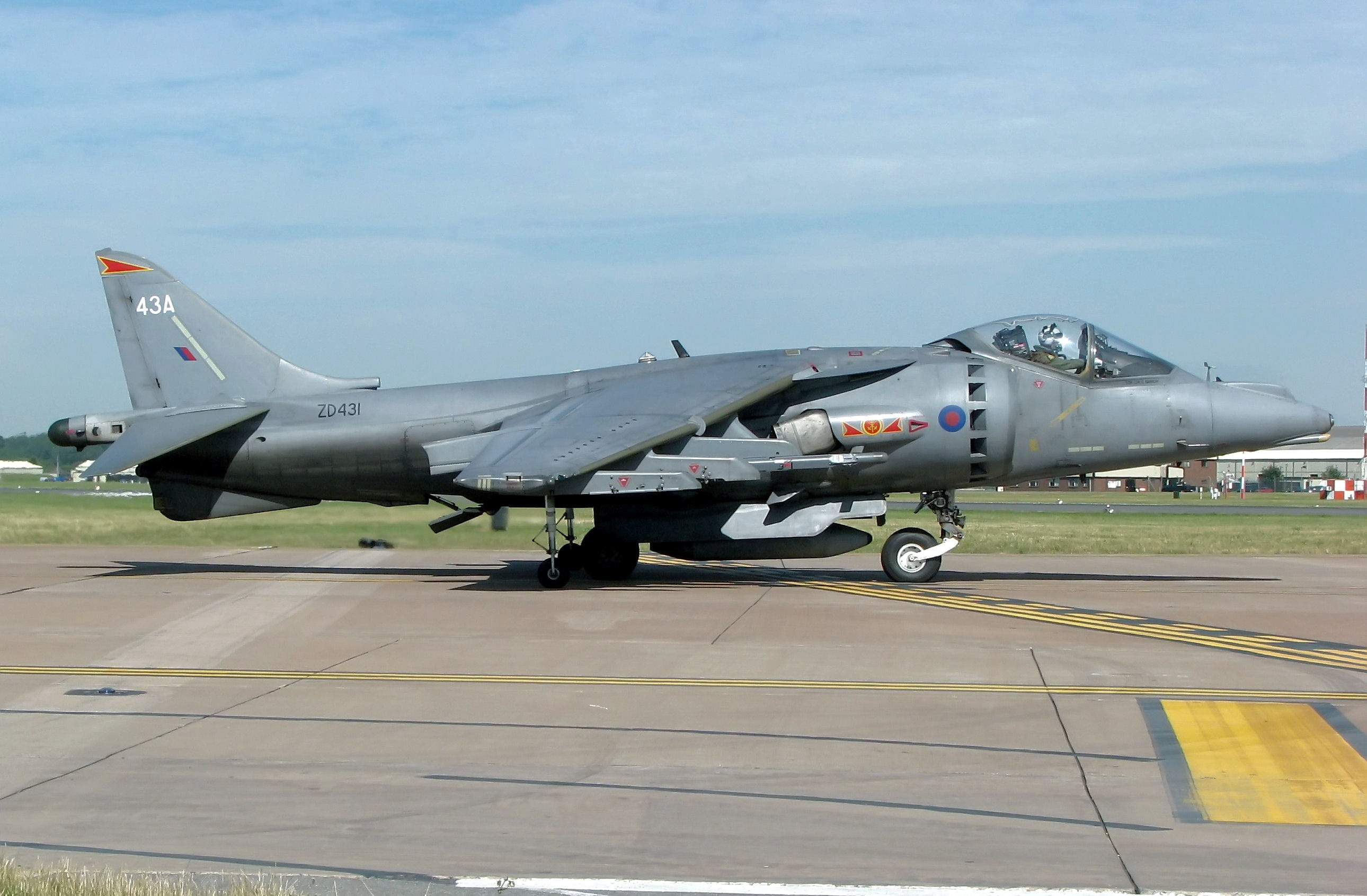
Un Harrier GR.7 du de la Royal Navy, au roulage pour le décollage au Royal International Air Tattoo, à Fairford (17 juillet 2006).

La version GR.7 est équivalente à l'AV-8B(NA) américain, bien qu'elle soit équipée de systèmes électroniques britanniques. Le siège éjectable modifié UPC/Stencel 10B du Harrier GR.7 permet l'utilisation de lunettes à intensification de lumière (JVN) sur le casque du pilote. Le prototype fit son premier vol fin 1989 et les livraisons commencèrent un an plus tard. Trente exemplaires GR.7A ont reçu un réacteur Pegasus 107 de 106 kN de poussée.
Une version GR.9 est entrée en service au sein de la RAF. Elle consiste en un GR.7 avec une électronique améliorée, notamment pour lui permettre d'embarquer les missiles de croisière Storm Shadow. Les GR.7A (remotorisés) sont désignés GR.9A.
À la suite du retrait du service actif des Sea Harrier de la Royal Navy en 2006, le 800 NAS (le 801 NAS ayant été dissous) employa des Harriers GR.9 et GR.9A jusqu'au 24 novembre 2010, qui vit la fin des opérations aéronavales du Harrier décidée par le gouvernement britannique dans le cadre des coupes budgétaires annoncées par celui-ci en octobre 2010.
Le 15 décembre 2010 ont eu lieu au Royaume-Uni les derniers vols des Harriers de la RAF, à la suite de ces restrictions budgétaires. Les 72 Harriers des Forces armées britanniques sont retirés du service. 70 sont achetés fin 2011 pour le compte de l'US Marine Corps, qui s'en sert comme banque de pièces détachées, et deux exemplaires entrent dans des musées en Grande-Bretagne,. Au 14 janvier 2014, 50 d'entre eux sont stockés au 309th Aerospace Maintenance and Regeneration Group ; ce qui fut toujours le cas en décembre 2021.

## Engagements
Les AV-8B américains ont participé à :
- La guerre du Golfe (86 avions engagés, 5 perdus) ;
- La guerre du Kosovo ;
- La guerre d'Afghanistan (2001) (Lors d'une attaque contre leur base aérienne en septembre 2012, 6 perdus et 2 endommagés[14]) ;
- La guerre d'Irak ;
- La zone d'exclusion aérienne au-dessus de la Libye ;
- La deuxième guerre civile libyenne ;
- La crise de la mer Rouge.

Les Harrier GR.5/GR.7 britanniques ont participé à :
- La guerre de Yougoslavie (en remplacement des Sea Harrier) ;
- La guerre d'Afghanistan (2001) ;
- La guerre d'Irak.

## Pays opérateurs

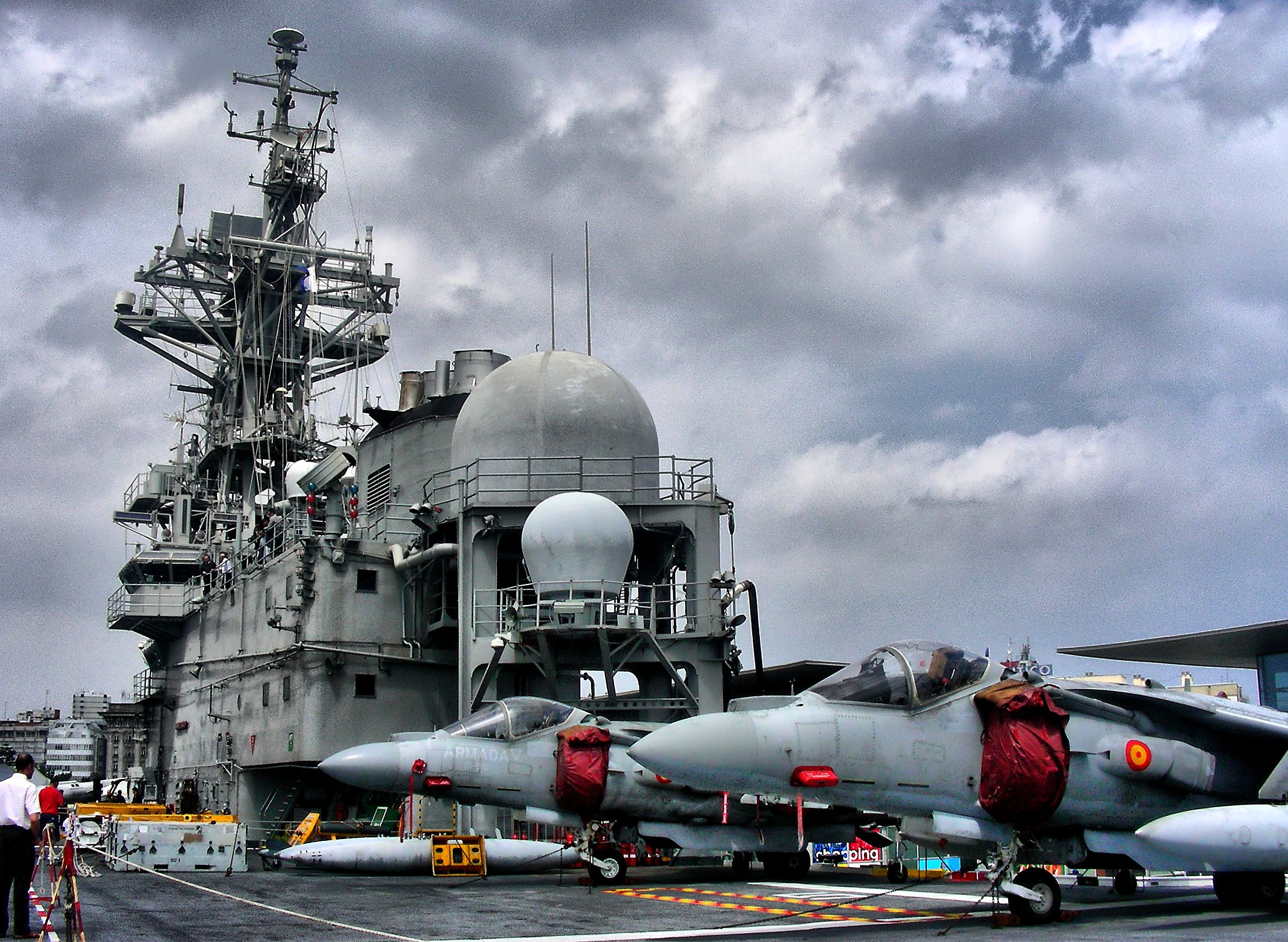
EAV-8B Harrier II Plus sur le porte-aéronefs Príncipe de Asturias.

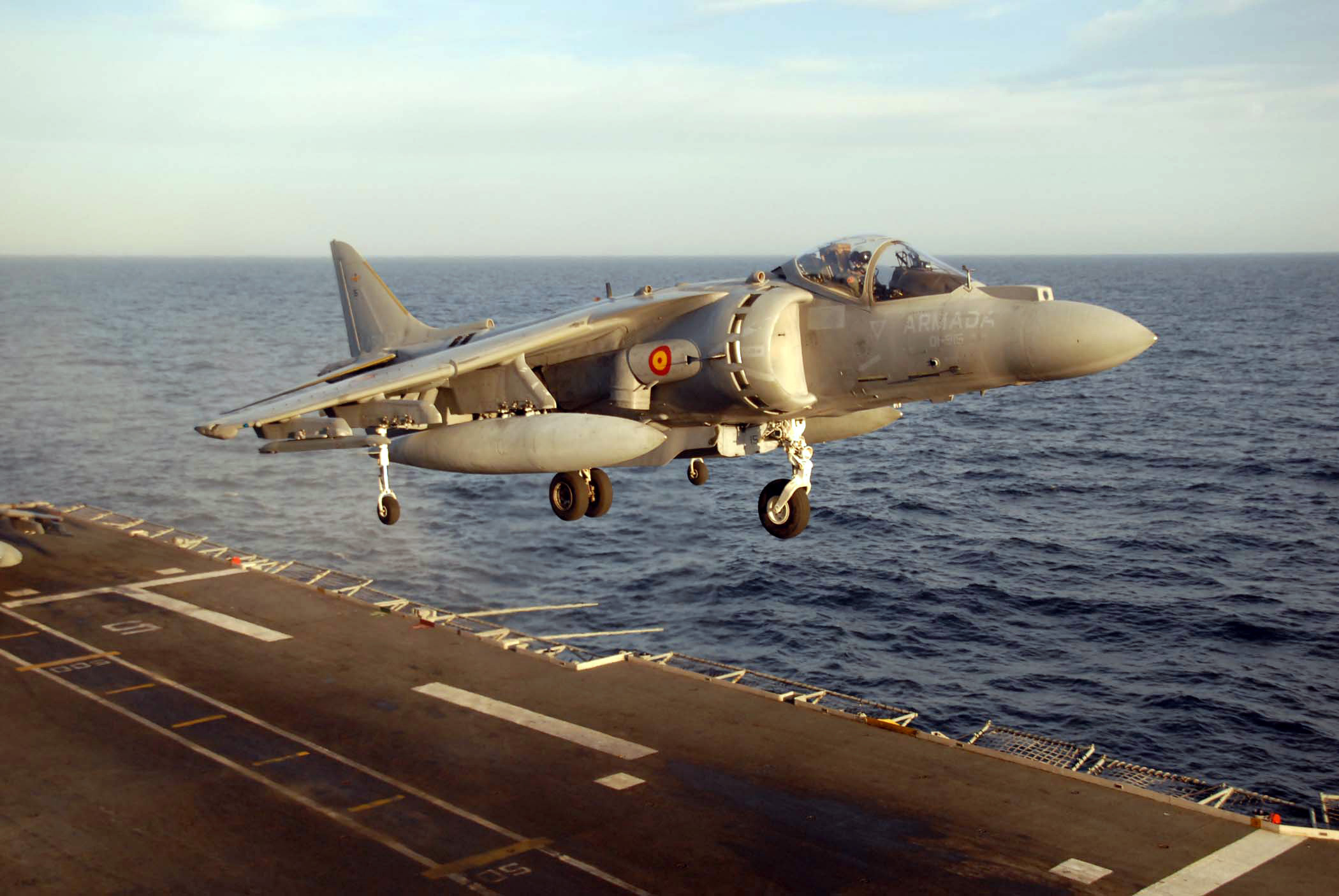
Un AV-8B Harrier II de l'Armada espagnole sur le Príncipe de Asturias (R11) en 2007.

- Royaume-Uni : 96 GR.5 et GR.7, 14 T-6. Retirés en 2010
- États-Unis : 110 AV-8B et AV-8B+, 16 TAV-8B en décembre 2015[15].
- Espagne : 17 AV-8B et AV-8B+ en 2011[16]. Leur retrait est prévu pour 2028[17].
- Italie : 18 AV-8B+

## Variantes
Remarque : pour les versions précédentes, voir l'article Hawker Siddeley Harrier
- AV-8B Harrier II : version initiale pour les États-Unis (174 exemplaires) ;
- TAV-8B : biplace d'entraînement de l'AV-8B (22 exemplaires) ;
- AV-8B(NA) : AV-8B doté de capacités accrues d'attaque nocturne, grâce essentiellement à l'emploi d'un FLIR (61 exemplaires) ;
- AV-8B+ : nouveau radar, 2 pylônes supplémentaires (27 nouveaux avions plus 72 existants modifiés) ;
- Harrier GR.5 : version initiale pour le Royaume-Uni (41 exemplaires) ;
- Harrier GR.5A : version légèrement modifiée pour préparer le GR.7 (21 exemplaires) ;
- Harrier GR.7 : capacités d'attaque nocturne (34 nouveaux avions plus 58 GR.5/GR.5A modifiés) ;
- Harrier GR.7A : GR.7 avec un moteur Rolls-Royce Pegasus 107 (30 GR.7 modifiés) ;
- Harrier GR.9 : électronique modifiée (30 GR.7 modifiés) ;
- Harrier GR.9A : GR.9 avec un Pegasus 107 (30 GR.7A modifiés) ;
- Harrier T.6 : biplace d'entraînement du GR.5 (14 exemplaires) ;
- EAV-8B Matador et EAV-8B+ Matador : désignation des 12 AV-8B et 9 AV-8B+ pour l'Espagne.

Total seconde génération : 433 exemplaires.

### Développement lié
- AV-8B Harrier II
- British Aerospace Sea Harrier
- British Aerospace Harrier II (en)[18]

### Aéronefs comparables
- Boeing X-32
- Lockheed Martin F-35 Lightning II[19]
- Yakovlev Yak-141

## Culture populaire
Le Harrier II apparaît de façon remarquée dans le film True Lies, de James Cameron, sorti en 1994, où ses capacités de décollage et d'atterrissage vertical sont nettement mises en avant.
En 1996, le modèle est au cœur de l'affaire Leonard v. PepsiCo, Inc..
Le jeu vidéo de 1999 Eagle One Harrier Attack, sorti sur les plateformes PlayStation 1 est quasi entièrement consacré au Harrier AV-8B, dont 80 % du jeu se déroule à ses commandes.
En 2000, dans le film Battlefield Earth une escadrille d'AV-8B est utilisée par les résistants humains pour chasser les envahisseurs Psychlos.
En 2001, le TAV-8B Harrier II apparaît comme boss dans le jeu vidéo Metal Gear Solid 2: Sons of Liberty, piloté par deux antagonistes membres de la "Dead Cell", Vamp et Solidus Snake.
Le jeu vidéo War Thunder propose aussi le AV8B dans les versions AV8B(NA) et AV8B+ dans les arbres de recherches américain et italien.